# Regnéville-sur-Meuse
Regnéville-sur-Meuse är en kommun i departementet Meuse i regionen Grand Est (tidigare regionen Lorraine) i nordöstra Frankrike. Kommunen ligger i kantonen Montfaucon-d'Argonne som tillhör arrondissementet Verdun. År 2022 hade Regnéville-sur-Meuse 50 invånare.

## Befolkningsutveckling
Antalet invånare i kommunen Regnéville-sur-Meuse
| Referens: INSEE |